# Nancy Isenberg
Nancy Gale Isenberg (nascuda el 1958) és una historiadora estatunidenca, coneguda per els seus assajos històrics.
Isenberg va estudiar història a la Universitat Rutgers, on va obtenir una llicenciatura el 1980 i a la Universitat de Wisconsin, on va obtenir un màster en història el 1983. S'hi va doctorar en història nord-americana el 1990. Isenberg va ser professor ajudant a la Universitat del nord d'Iowa i és professor de T. Harry Williams a la Louisiana State University. El 2007, va escriure una biografia sobre un dels pares fundadors nord-americans, Aaron Burr. Hi pinta una contraimatge de la interpretació d'Aaron Burr com a vilà dubtós, que va prevaldre durant gairebé dues centúries, i que també vol relativitzar la veneració incondicional d'altres pares fundadors, especialment els rivals de Burr, Alexander Hamilton i Thomas Jefferson.
Ha escrit, entre d'altres White Trash («Escòria blanca»), un estudi sobre les classes socials als Estats Units d'Amèrica, la història dels pobres, marginats i sense terres han existit des de l'època del primer assentament colonial britànic. Qüestiona el mite del «somni americà» d'una societat lliure de classes, on la llibertat i el treball dur garanteixen la mobilitat social. Pinta una societat en la qual els pobres, siguin blancs o negres, són menyspreats i a la qual polítics com ara Donald Trump atien el conflicte entre probres blancs i pobres negres, una actitud que rau en l'heretatge del britànics, que consideraven les colònies com una deixalleria per a persones no desitjades: pobres, rebels, criminals, prostitutes, captaires, veterans…. Va començar amb l'explotació de pobres europeus que es va continuar amb l'explotació dels esclaus negres. Recorda el projecte d'eugenèsia de Theodore Roosevelt, que pretenia esterilitzar els blancs pobres.
Obra destacada
- White Trash: The 400-Year Untold History of Class in America [Escòria blanca: la història desconeguda de les classes socials als Estats Units] (en anglès).  Nova York: Viking, 2016. ISBN 978-0-670-78597-1. Traduït el 2011 al castellà per Tomás Fernández Aúz, com White Trash, los ignorados 400 años de historia de las clases socials estadounidenses.[1]